# راشل نیکول
راشل نیکول (انگلیسی: Rachel Nicol؛ زادهٔ ۱۶ فوریهٔ ۱۹۹۳) ورزشکار ورزش شنا اهل کانادا است.
وی در مسابقات کشوری و بین‌المللی در مجموع برندهٔ ۱ مدال طلا، ۲ مدال نقره و ۳ مدال برنز شده‌است.